# Sergio Macoratti
Sergio Macoratti, né le 23 juillet 1933, à Gradisca d'Isonzo, en Italie et mort le 13 janvier 2000, à Monfalcone, en Italie, est un ancien joueur italien de basket-ball. 

## Palmarès
- 3e des Jeux méditerranéens de 1951
- Finaliste des Jeux méditerranéens de 1955